# مانفرد تریپ باکر
مانفرد تریپ باکر (انگلیسی: Manfred Tripbacher؛ زادهٔ ۲۳ فوریهٔ ۱۹۵۷) بازیکن فوتبال اهل آلمان است.
از باشگاه‌هایی که در آن بازی کرده‌است می‌توان به باشگاه فوتبال آینتراخت برانشوایگ و باشگاه فوتبال آگسبورگ اشاره کرد.